# 陳淑媛 (乒乓球運動員)
陳淑媛（英語：Theresa Chan Suk Yuen，1969年6月25日—），女，前香港乒乓球隊運動員。現已退役。

## 生平
1990年北京亞運會，齊寶華、陳丹蕾、陳淑媛在女團乒乓球賽中獲得銅牌。1994年廣島亞運會，陳丹蕾、陳淑媛、鄭濤在女團乒乓球賽中獲得銀牌。廣島亞運會後退役，轉到香港城市大學擔任文職工作。其後擔任乒乓球教練，開辦乒乓球中心，訓練香港年青乒乓球運動員，並且為香港有線電視擔任乒乓球評述員。2013年開始在香港乒乓總會擔任行政工作，現為教練及運動員發展總監。另外，她於1981年至1987年就讀文理書院（香港）。